# 斎藤実 (公明党)
斎藤 実（さいとう みのる、1923年9月25日 - 2014年11月4日）は、日本の政治家。公明党衆議院議員（6期）。

## 来歴
青森県下北郡大湊町（現むつ市）出身。1940年、函館市立商工青年学校（後の北海道函館工業高等学校）卒業。1959年札幌市議会議員に当選する。1期務めた後、1963年から北海道議会議員を1期務める。1967年の第31回衆議院議員総選挙で北海道1区から公明党公認で立候補して当選、以後6期務めた。1986年の第38回衆議院議員総選挙に出馬せず引退した（後継者には参議院から藤原房雄が鞍替え）。2014年死去。

## 栄典
- 1993年 - 勲二等瑞宝章[2][3]